# تصفيات كأس الأمم الإفريقية 2012
هذه الصفحة قدمت ملخصات مرحلة التصفيات من كأس الأمم الإفريقية 2012. شارك ستة وأربعون بلد أفريقي، بما في ذلك المستضيفين الغابون وغينيا الاستوائية، بالمنافسة. تأهل الغابون وغينيا الاستوائية تلقائياً كمنظمون للبطولة. بينما قسمت البلدان الأربع والأربعون إلى 11 مجموعة، كل منها تحتوي على 4 منتخبات وطنية. وفي وقت لاحق تم وضع منتخب توغو في المجموعة الحادية عشرة بعد رفع الحظر عنها من قبل الاتحاد الدولي لكرة القدم.
سيتأهل إلى نهائيات البطولة المنتخب المتصدر لكل مجموعة من التصفيات، بما في ذلك وصيف المجموعة الحادية عشر (التي يحتوي على 5 فرق) وأثنين من أفضل صاحبا مركز ثاني متابعة من المجموعات الأخرى (التي تحتوي كل منها على 4 فرق).

## الفرق المتأهلة

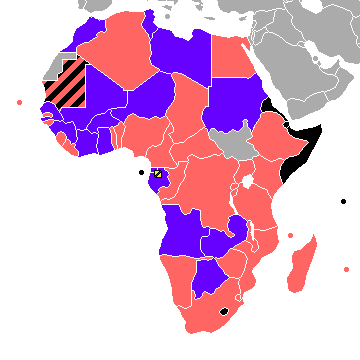
يحدد فيما بعد
تأهل
لم يتمكن من التأهل
لم يدخل
ليس عضو في الكاف

الفرق المتأهلة هي:
| البلد            | تأهل بكونه       | موعد ضمان التأهل | مشاركات سابقة في البطولة                                                                                         |
| ---------------- | ---------------- | ---------------- | --- |
| الغابون          | منظم مشترك       | 29 يوليو 2007    | 4 (1994، 1996، 2000، 2010)                                                                                       |
| غينيا الاستوائية | منظم مشترك       | 29 يوليو 2007    | 0 (المرة الأولى)                                                                                                 |
| بوتسوانا         | فائز المجموعة 11 | 26 مارس 2011     | 0 (المرة الأولى)                                                                                                 |
| ساحل العاج       | فائز المجموعة 8  | 5 يونيو 2011     | 18 (1965، 1968، 1970، 1974، 1980، 1984، 1986، 1988، 1990، 19921، 1994، 1996، 1998، 2000، 2002، 2006، 2008، 2010) |
| بوركينا فاسو     | فائز المجموعة 6  | 3 سبتمبر 2011    | 7 (1978، 1996، 1998، 2000، 2002، 2004، 2010)                                                                     |
| السنغال          | فائز المجموعة 5  | 3 سبتمبر 2011    | 11 (1965، 1968، 1986، 1990، 1992، 1994، 2000، 2002، 2004، 2006، 2008)                                            |
| غانا             | فائز المجموعة 9  | 8 أكتوبر 2011    | 17 (19631، 19651، 1968، 1970، 19781، 1980، 19821، 1984، 1992، 1994، 1996، 1998، 2000، 2002، 2006، 2008، 2010)    |
| غينيا            | فائز المجموعة 2  | 8 أكتوبر 2011    | 10 (1970، 1974، 1976، 1980، 1984، 1994، 1998، 2006، 2004، 2008)                                                  |
| زامبيا           | فائز المجموعة 3  | 8 أكتوبر 2011    | 14 (1974، 1978، 1982، 1986، 1990، 1992، 1994، 1996، 1998، 2000، 2002، 2006، 2008، 2010)                          |
| ليبيا            | أفضل وصيف        | 8 أكتوبر 2011    | 2 (1982، 2006)                                                                                                   |
| أنغولا           | فائز المجموعة 10 | 8 أكتوبر 2011    | 5 (1996، 1998، 2006، 2008، 2010)                                                                                 |
| تونس             | وصيف المجموعة 11 | 8 أكتوبر 2011    | 14 (1962، 1963، 1965، 1978، 1982، 1994، 1996، 1998، 2000، 2002، 20041، 2006، 2008، 2010)                         |
| مالي             | فائز المجموعة 1  | 8 أكتوبر 2011    | 6 (1972، 1994، 2002، 2004، 2008، 2010)                                                                           |
| النيجر           | فائز المجموعة 7  | 8 أكتوبر 2011    | 0 (المرة الأولى)                                                                                                 |
| المغرب           | فائز المجموعة 4  | 9 أكتوبر 2011    | 13 (1972، 19761، 1978، 1980، 1986، 1988، 1992، 1998، 2000، 2002، 2004، 2006، 2008)                               |
| السودان          | أفضل وصيف        | 9 أكتوبر 2011    | 7 (1957، 1959، 1963، 19701، 1972، 1976، 2008)                                                                    |

1 عريض يشير لبطل تلك السنة

## القرعة
أجرى الكاف قرعة كأس الأمم الأفريقية لكرة القدم 2012 للتصفيات المؤهلة يوم 20 فبراير 2010. القرعة أقيمت في مدينة لوبومباشي، الكونغو الديمقراطية حيث أقيم كأس السوبر الأفريقي في 21 فبراير 2010. الفرق الأحدي عشر في الفئة الأولى تم وضعهم في هذه الفئة بنائاً على أدائهم في كاس الأمم الأفريقية الماضية في أنغولا. أما الفرق الأخرى تم وضعها في الفئات الأخرى على أساس تصنيف الفيفا الشهري.
| وعاء 1                                                                                                 | وعاء 2 | وعاء 3 | وعاء 4 |
| --- | --- | --- | --- |
| مصر · غانا · نيجيريا · الجزائر · الكاميرون · أنغولا · زامبيا · ساحل العاج · بوركينا فاسو · مالي · تونس | المغرب · بنين · أوغندا · جنوب إفريقيا · مالاوي · موزمبيق · غينيا · السنغال · غامبيا · الرأس الأخضر · الكونغو | رواندا · تنزانيا · السودان · ناميبيا · جمهورية الكونغو الديمقراطية · كينيا · ليبيا · زيمبابوي · بوتسوانا · إثيوبيا · سيراليون | إسواتيني · تشاد · بوروندي · مدغشقر · ليبيريا · النيجر · جزر القمر · موريشيوس · موريتانيا · جمهورية إفريقيا الوسطى · غينيا بيساو |

## ايقاف توغو
منعت توغو من المشاركة في بطولات كأس الأمم الأفريقية 2012 و2013 من قبل الاتحاد الأفريقي لكرة القدم بعد أن قررت الانسحاب من بطولة 2010 بعد الهجوم المميت على حافلة الفريق.
وتوجهت توغو إلى محكمة التحكيم الرياضية. وقد رفع هذا الحظر في وقت لاحق مع تأثير فوري في 14 مايو 2010، بعد اجتماع للجنة التنفيذية للاتحاد القاري. وتم قبول توغو لبطولتي 2012 و 2013، وفي التصفيات المؤهلة لبطولة 2012 تم قبولها في مرحلة التصفيات.

## معايير كسر التعادل
نظام المعايير التأهل تستخدم حين يكون فريق أو أكثر متعادلين بشكل من الأشكال:
1. عدد النقاط التي حصل عليها في المباريات بين الفرق المعنية؛
2. فارق الأهداف في مباريات بين الفرق المعنية؛
3. الأهداف المسجلة في المباريات بين الفرق المعنية؛
4. الأهداف خارج القواعد المسجلة في المباريات بين الفرق المعنية؛
5. فارق الأهداف في جميع المباريات؛
6. الأهداف المسجلة في جميع المباريات؛
7. سحب القرعة؛

## دور المجموعات
| عنوان |
| --- |
| فائزي المجموعات ووصيف المجموعة الحادية عشر، وأفضل فريقين أصحاب المركز الثاني في المجموعات الأخرى سيتأهلون إلى النهائيات |

### المجموعة الأولى
| المنتخب      | المباريات | الفوز | التعادل | الخسارة | له | عليه | الفارق | النقاط |
| ------------ | --------- | ----- | ------- | ------- | -- | ---- | ------ | ------ |
| مالي         | 6         | 3     | 1       | 2       | 9  | 6    | +3     | 10     |
| الرأس الأخضر | 6         | 3     | 1       | 2       | 7  | 7    | 0      | 10     |
| زيمبابوي     | 6         | 2     | 2       | 2       | 7  | 5    | +2     | 8      |
| ليبيريا      | 6         | 1     | 2       | 3       | 7  | 12   | −5     | 5      |

|              | الرأس الأخضر | ليبيريا | مالي | زيمبابوي |
| ------------ | ------------ | ------- | ---- | -------- |
| الرأس الأخضر | –            | 4–2     | 1–0  | 2–1      |
| ليبيريا      | 1–0          | –       | 2–2  | 1–1      |
| مالي         | 3–0          | 2–1     | –    | 1–0      |
| زيمبابوي     | 0–0          | 3–0     | 2–1  | –        |

- Note: Mali and Cape Verde are ranked by their head-to-head records as shown below.

| المنتخب      | المباريات | الفوز | التعادل | الخسارة | له | عليه | الفارق | النقاط |
| ------------ | --------- | ----- | ------- | ------- | -- | ---- | ------ | ------ |
| مالي         | 2         | 1     | 0       | 1       | 3  | 1    | +2     | 3      |
| الرأس الأخضر | 2         | 1     | 0       | 1       | 1  | 3    | −2     | 3      |

| الرأس الأخضر                        | 1–0    | مالي |
| ----------------------------------- | ------ | ---- |
| فرناندو لوبيز دوس سانتوس فاريلا 44' | Report |      |

| ليبيريا          | 1–1    | زيمبابوي           |
| ---------------- | ------ | ------------------ |
| سيكو أوليسيه 75' | Report | ناوليدج موسونا 30' |

| مالي                                | 2–1    | ليبيريا           |
| ----------------------------------- | ------ | ----------------- |
| عبدو تراوري 2' · Teekloh 52' (ه.ذ.) | Report | ثيو لويس ويكس 43' |

| زيمبابوي | 0–0    | الرأس الأخضر |
| -------- | ------ | ------------ |
|          | Report |              |

| الرأس الأخضر                                                          | 4–2    | ليبيريا                     |
| --------------------------------------------------------------------- | ------ | --------------------------- |
| هيلدون راموس 14'، 45+1' · إلفيس ماسيدو بابانكو 25' · أودير فورتيس 53' | Report | باتريك وليه 39' · Këïta 84' |

| مالي            | 1–0    | زيمبابوي |
| --------------- | ------ | -------- |
| شيخ دياباتي 22' | Report |          |

| زيمبابوي                        | 2–1    | مالي               |
| ------------------------------- | ------ | ------------------ |
| ناوليدج موسونا 45'، 90' (ركلة.) | Report | ماهامان تراوري 52' |

| ليبيريا        | 1–0    | الرأس الأخضر |
| -------------- | ------ | ------------ |
| فرانسيس دو 44' | Report |              |

| مالي                                      | 3–0    | الرأس الأخضر |
| ----------------------------------------- | ------ | ------------ |
| شيخ دياباتي 27'، 29' · ماهامان تراوري 51' | Report |              |

| زيمبابوي                                                  | 3–0    | ليبيريا |
| --------------------------------------------------------- | ------ | ------- |
| ويلارد كاتساندي 16' · أوفيدي كارورو 45' · خاما بيليات 85' | Report |         |

| ليبيريا                           | 2–2    | مالي                               |
| --------------------------------- | ------ | ---------------------------------- |
| ديوه ويليامز 2' · باتريك وليه 90' | Report | شيخ دياباتي 16' · سيدريك كانتي 87' |

| الرأس الأخضر                             | 2–1    | زيمبابوي                   |
| ---------------------------------------- | ------ | -------------------------- |
| فالميرو لوبيس روتشا 3' · ريان مينديز 13' | Report | ناوليدج موسونا 68' (ركلة.) |

### المجموعة الثانية
| المنتخب | المباريات | الفوز | التعادل | الخسارة | له | عليه | الفارق | النقاط |
| ------- | --------- | ----- | ------- | ------- | -- | ---- | ------ | ------ |
| غينيا   | 6         | 4     | 2       | 0       | 13 | 5    | +8     | 14     |
| نيجيريا | 6         | 3     | 2       | 1       | 12 | 5    | +7     | 11     |
| إثيوبيا | 6         | 2     | 1       | 3       | 8  | 13   | −5     | 7      |
| مدغشقر  | 6         | 0     | 1       | 5       | 4  | 14   | −10    | 1      |

|         | إثيوبيا | غينيا | مدغشقر | نيجيريا |
| ------- | ------- | ----- | ------ | ------- |
| إثيوبيا | –       | 1–4   | 4–2    | 2–2     |
| غينيا   | 1–0     | –     | 4–1    | 1–0     |
| مدغشقر  | 0–1     | 1–1   | –      | 0–2     |
| نيجيريا | 4–0     | 2–2   | 2–0    | –       |

| إثيوبيا         | 1–4    | غينيا                                                                       |
| --------------- | ------ | --------------------------------------------------------------------------- |
| أوميد أوكري 29' | Report | إبراهيم ياتارا 37' · عمر كالابان 45' · كاراموكو سيسيه 60' · كامل زاياتي 75' |

| نيجيريا                                   | 2–0    | مدغشقر |
| ----------------------------------------- | ------ | ------ |
| أوبافيمي مارتينز 19' · مايكل إنرامو 45+1' | Report |        |

| مدغشقر | 0–1    | إثيوبيا                 |
| ------ | ------ | ----------------------- |
|        | Report | فيكرو تيفيرا ليميسا 62' |

| غينيا            | 1–0    | نيجيريا |
| ---------------- | ------ | ------- |
| كيفن كونستانت 8' | Report |         |

| مدغشقر            | 1–1    | غينيا          |
| ----------------- | ------ | -------------- |
| Rajoarimanana 17' | Report | مامادو باه 80' |

| نيجيريا                                         | 4–0    | إثيوبيا |
| ----------------------------------------------- | ------ | ------- |
| بيتر أوتاكا 1'، 53' · إيكيتشوكوو أوتشي 78'، 90' | Report |         |

| إثيوبيا                  | 2–2    | نيجيريا                         |
| ------------------------ | ------ | ------------------------------- |
| صلاح الدين سعيد 45'، 50' | Report | كالو أوتشي 27' · جوزيف يوبو 86' |

| غينيا                                                                  | 4–1    | مدغشقر     |
| ---------------------------------------------------------------------- | ------ | ---------- |
| عمر كالابان 6' · إسماعيل بانغورا 17' · S. Diallo ‏ 60' · بوبو بالدي 62' | Report | Arsène 24' |

| مدغشقر | 0–2    | نيجيريا                            |
| ------ | ------ | ---------------------------------- |
|        | Report | جوزيف يوبو 68' · فيكتور أوبينا 75' |

| غينيا          | 1–0    | إثيوبيا |
| -------------- | ------ | ------- |
| بوبو بالدي 32' | Report |         |

| إثيوبيا                                                                         | 4–2    | مدغشقر                                      |
| ------------------------------------------------------------------------------- | ------ | ------------------------------------------- |
| أوميد أوكري 31' · أداني غيرما 56' · فيكرو تيفيرا ليميسا 59' · شيمليس بيكيلى 73' | Report | Razafimandimby 3' · Rakotonomenjanahary 57' |

| نيجيريا                                  | 2–2    | غينيا                                      |
| ---------------------------------------- | ------ | ------------------------------------------ |
| فيكتور أوبينا 73' · إيكيتشوكوو أوتشي 84' | Report | إسماعيل بانغورا 63' · إبراهيما تراوريه 90' |

### المجموعة الثالثة
| المنتخب   | المباريات | الفوز | التعادل | الخسارة | له | عليه | الفارق | النقاط |
| --------- | --------- | ----- | ------- | ------- | -- | ---- | ------ | ------ |
| زامبيا    | 6         | 4     | 1       | 1       | 11 | 2    | +9     | 13     |
| ليبيا     | 6         | 3     | 3       | 0       | 6  | 1    | +5     | 12     |
| موزمبيق   | 6         | 2     | 1       | 3       | 4  | 6    | −2     | 7      |
| جزر القمر | 6         | 0     | 1       | 5       | 2  | 14   | −12    | 1      |

|           | جزر القمر | ليبيا | موزمبيق | زامبيا |
| --------- | --------- | ----- | ------- | ------ |
| جزر القمر | –         | 1–1   | 0–1     | 1–2    |
| ليبيا     | 3–0       | –     | 1–0     | 1–0    |
| موزمبيق   | 3–0       | 0–0   | –       | 0–2    |
| زامبيا    | 4–0       | 0–0   | 3–0     | –      |

| زامبيا                                                                  | 4–0    | جزر القمر |
| ----------------------------------------------------------------------- | ------ | --------- |
| رينفورد كالابا 6' · Tembo 22' · جيمس تشامانغا 29' · إيمانويل مايوكا 83' | Report |           |

| موزمبيق | 0–0    | ليبيا |
| ------- | ------ | ----- |
|         | Report |       |

| جزر القمر | 0–1    | موزمبيق       |
| --------- | ------ | ------------- |
|           | Report | Josemar 90+1' |

| ليبيا              | 1–0    | زامبيا |
| ------------------ | ------ | ------ |
| أحمد سعد عثمان 36' | Report |        |

| موزمبيق | 0–2    | زامبيا                                  |
| ------- | ------ | --------------------------------------- |
|         | Report | جيمس تشامانغا 18' · إيمانويل مايوكا 90' |

| ليبيا                                                         | 3–0    | جزر القمر |
| ------------------------------------------------------------- | ------ | --------- |
| وليد مهذب الختروشي 20' · Abdelkader 68' · جمال محمد بيندي 81' | Report |           |

| زامبيا                                         | 3–0    | موزمبيق |
| ---------------------------------------------- | ------ | ------- |
| كريستوفر كاتونغو 47'، 67' · كولينز مبيسوما 68' | Report |         |

| جزر القمر     | 1–1    | ليبيا              |
| ------------- | ------ | ------------------ |
| Mzé Mbaba 83' | Report | إيهاب البوسيفي 43' |

| ليبيا      | 1–0    | موزمبيق |
| ---------- | ------ | ------- |
| Allafi 31' | Report |         |

| جزر القمر        | 1–2    | زامبيا                                     |
| ---------------- | ------ | ------------------------------------------ |
| يوسف مشنغاما 32' | Report | كريستوفر كاتونغو 23' · إيمانويل مايوكا 87' |

| زامبيا | 0–0    | ليبيا |
| ------ | ------ | ----- |
|        | Report |       |

| موزمبيق                                               | 3–0    | جزر القمر |
| ----------------------------------------------------- | ------ | --------- |
| مانينهو 6' · داريو مونتيرو 18' (ركلة.) · دومينغيش 40' | Report |           |

Notes
- Note 1: Postponed from 4 سبتمبر 2010, due to the late arrival of match officials.[14]
- Note 2: Originally to be played at طرابلس، ليبيا but moved to neutral venue due to the الحرب الأهلية الليبية (2011).[15][16]

### المجموعة الرابعة
| المنتخب                | المباريات | الفوز | التعادل | الخسارة | له | عليه | الفارق | النقاط |
| ---------------------- | --------- | ----- | ------- | ------- | -- | ---- | ------ | ------ |
| المغرب                 | 6         | 3     | 2       | 1       | 8  | 2    | +6     | 11     |
| جمهورية إفريقيا الوسطى | 6         | 2     | 2       | 2       | 5  | 5    | 0      | 8      |
| الجزائر                | 6         | 2     | 2       | 2       | 5  | 8    | −3     | 8      |
| تنزانيا                | 6         | 1     | 2       | 3       | 6  | 9    | −3     | 5      |

|                        | الجزائر | جمهورية إفريقيا الوسطى | المغرب | تنزانيا |
| ---------------------- | ------- | ---------------------- | ------ | ------- |
| الجزائر                | –       | 2–0                    | 1–0    | 1–1     |
| جمهورية إفريقيا الوسطى | 2–0     | –                      | 0–0    | 2–1     |
| المغرب                 | 4–0     | 0–0                    | –      | 3–1     |
| تنزانيا                | 1–1     | 2–1                    | 0–1    | –       |

- Note: The ranking of the Central African Republic and Algeria by their head-to-head records is shown below. As they could not be separated on these criteria, ranking was based on overall goal difference.

| Team                   | Pld | W | D | L | GF | GA | GD | AG | Pts |
| ---------------------- | --- | - | - | - | -- | -- | -- | -- | --- |
| جمهورية إفريقيا الوسطى | 2   | 1 | 0 | 1 | 2  | 2  | 0  | 0  | 3   |
| الجزائر                | 2   | 1 | 0 | 1 | 2  | 2  | 0  | 0  | 3   |

| الجزائر          | 1–1    | تنزانيا    |
| ---------------- | ------ | ---------- |
| عدلان قديورة 45' | Report | Tegete 33' |

| المغرب | 0–0    | جمهورية إفريقيا الوسطى |
| ------ | ------ | ---------------------- |
|        | Report |                        |

| تنزانيا | 0–1    | المغرب            |
| ------- | ------ | ----------------- |
|         | Report | منير الحمداوي 43' |

| جمهورية إفريقيا الوسطى       | 2–0    | الجزائر |
| ---------------------------- | ------ | ------- |
| Dopékoulouyen 81' · Momi 85' | Report |         |

| تنزانيا                       | 2–1    | جمهورية إفريقيا الوسطى |
| ----------------------------- | ------ | ---------------------- |
| Nditi 70' · مبوانا ساماتا 90' | Report | فياني مابيدي 2'        |

| الجزائر              | 1–0    | المغرب |
| -------------------- | ------ | ------ |
| حسان يبدة 5' (ركلة.) | Report |        |

| المغرب                                                                   | 4–0    | الجزائر |
| ------------------------------------------------------------------------ | ------ | ------- |
| المهدي بن عطية 25' · مروان الشماخ 38' · يوسف حجي 60' · أسامة السعيدي 68' | Report |         |

| جمهورية إفريقيا الوسطى       | 2–1    | تنزانيا   |
| ---------------------------- | ------ | --------- |
| Momi 38' · Dopékoulouyen 88' | Report | Nditi 76' |

| تنزانيا           | 1–1    | الجزائر        |
| ----------------- | ------ | -------------- |
| مبوانا ساماتا 22' | Report | عامر بوعزة 52' |

| جمهورية إفريقيا الوسطى | 0–0    | المغرب |
| ---------------------- | ------ | ------ |
|                        | Report |        |

| المغرب                                                 | 3–1    | تنزانيا       |
| ------------------------------------------------------ | ------ | ------------- |
| مروان الشماخ 20' · عادل تاعرابت 69' · مبارك بوصوفة 90' | Report | ابدي كاسم 40' |

| الجزائر                       | 2–0    | جمهورية إفريقيا الوسطى |
| ----------------------------- | ------ | ---------------------- |
| حسان يبدة 1' · فؤاد قادير 28' | Report |                        |

### المجموعة 5
| المنتخب                     | المباريات | الفوز | التعادل | الخسارة | له | عليه | الفارق | النقاط |
| --------------------------- | --------- | ----- | ------- | ------- | -- | ---- | ------ | ------ |
| السنغال                     | 6         | 5     | 1       | 0       | 16 | 2    | +14    | 16     |
| الكاميرون                   | 6         | 3     | 2       | 1       | 12 | 5    | +7     | 11     |
| جمهورية الكونغو الديمقراطية | 6         | 2     | 1       | 3       | 10 | 11   | −1     | 7      |
| موريشيوس                    | 6         | 0     | 0       | 6       | 2  | 22   | −20    | 0      |

|                             | الكاميرون | جمهورية الكونغو الديمقراطية | موريشيوس | السنغال |
| --------------------------- | --------- | --------------------------- | -------- | ------- |
| الكاميرون                   | –         | 1–1                         | 5–0      | 0–0     |
| جمهورية الكونغو الديمقراطية | 2–3       | –                           | 3–0      | 2–4     |
| موريشيوس                    | 1–3       | 1–2                         | –        | 0–2     |
| السنغال                     | 1–0       | 2–0                         | 7–0      | –       |

| موريشيوس          | 1–3    | الكاميرون                                                   |
| ----------------- | ------ | ----------------------------------------------------------- |
| Bru 45+1' (ركلة.) | Report | صامويل إيتو 39'، 47' · إريك ماكسيم تشوبو-موتينغ 63' (ركلة.) |

| جمهورية الكونغو الديمقراطية | 2–4    | السنغال                                         |
| --------------------------- | ------ | ----------------------------------------------- |
| مولوتا كابانغو 42'، 71'     | Report | موسى سو 6' · مامادو نيانغ 12'، 22'، 57' (ركلة.) |

| الكاميرون            | 1–1    | جمهورية الكونغو الديمقراطية |
| -------------------- | ------ | --------------------------- |
| Nkulukutu 54' (ه.ذ.) | Report | إيف ديبا إيلونغا 37'        |

| السنغال                                                                                 | 7–0    | موريشيوس |
| --------------------------------------------------------------------------------------- | ------ | -------- |
| بابيس سيسيه 8'، 38'، 76' · مامادو نيانغ 22'، 62' · موسى سو 47' · جوي إيستازي 90' (ه.ذ.) | Report |          |

| السنغال       | 1–0    | الكاميرون |
| ------------- | ------ | --------- |
| دمبا با 90+2' | Report |           |

| جمهورية الكونغو الديمقراطية                                                  | 3–0    | موريشيوس |
| ---------------------------------------------------------------------------- | ------ | -------- |
| لومانا لوالوا 28' (ركلة.) · زولا ماتومونا 48' · إيف ديبا إيلونغا 61' (ركلة.) | Report |          |

| الكاميرون | 0–0    | السنغال |
| --------- | ------ | ------- |
|           | Report |         |

| موريشيوس        | 1–2    | جمهورية الكونغو الديمقراطية                 |
| --------------- | ------ | ------------------------------------------- |
| Bru 11' (ركلة.) | Report | إيف ديبا إيلونغا 20' · مولوتا كابانغو 45+1' |

| الكاميرون | 5–0    | موريشيوس |
| --- | ------ | -------- |
| ليونارد كويوكي 54' · ماثيو مبوتا 65' · صامويل إيتو 70' (ركلة.) · لاندري نغويمو 85' · إريك ماكسيم تشوبو-موتينغ 90+3' | Report |          |

| السنغال          | 2–0    | جمهورية الكونغو الديمقراطية |
| ---------------- | ------ | --------------------------- |
| موسى سو 34'، 50' | Report |                             |

| جمهورية الكونغو الديمقراطية         | 2–3    | الكاميرون                                                        |
| ----------------------------------- | ------ | ---------------------------------------------------------------- |
| ديوكو كالويتوكا 11' · ديو كاندا 40' | Report | صامويل إيتو 18' · ماثيو مبوتا 75' · إريك ماكسيم تشوبو-موتينغ 79' |

| موريشيوس | 0–2    | السنغال                       |
| -------- | ------ | ----------------------------- |
|          | Report | دام ندوي 9' · بابيس سيسيه 25' |

### المجموعة 6
| المنتخب      | المباريات | الفوز | التعادل | الخسارة | له | عليه | الفارق | النقاط |
| ------------ | --------- | ----- | ------- | ------- | -- | ---- | ------ | ------ |
| بوركينا فاسو | 4         | 3     | 1       | 0       | 12 | 3    | +9     | 10     |
| غامبيا       | 4         | 1     | 1       | 2       | 5  | 6    | −1     | 4      |
| ناميبيا      | 4         | 1     | 0       | 3       | 3  | 11   | −8     | 3      |
| موريتانيا    | 0         | 0     | 0       | 0       | 0  | 0    | 0      | 0      |

|              | بوركينا فاسو | غامبيا | ناميبيا |
| ------------ | ------------ | ------ | ------- |
| بوركينا فاسو | –            | 3–1    | 4–0     |
| غامبيا       | 1–1          | –      | 3–1     |
| ناميبيا      | 1–4          | 1–0    | –       |

- منتخب موريتانيا لكرة القدم withdrew from 2012 Africa Cup of Nations qualification before any match was played.[21]

| غامبيا                                              | 3–1    | ناميبيا        |
| --------------------------------------------------- | ------ | -------------- |
| سايني نياسي 10' · مامادو سيزاي 13' · عثمان جالو 44' | Report | فيلكو ريسر 89' |

| بوركينا فاسو                                                | 3–1    | غامبيا           |
| ----------------------------------------------------------- | ------ | ---------------- |
| موموني داغانو 17' · ويلفريد باليما 58' · تشارلز كابوريه 68' | Report | مامادو سيزاي 75' |

| بوركينا فاسو                                          | 4–0    | ناميبيا |
| ----------------------------------------------------- | ------ | ------- |
| ألان تراوري 26'، 47'، 79' · ريتشارد غاريسب 73' (ه.ذ.) | Report |         |

| ناميبيا            | 1–4    | بوركينا فاسو                                                                                       |
| ------------------ | ------ | -------------------------------------------------------------------------------------------------- |
| تانغيني شيباهو 85' | Report | عبد الرزاق تراوري 12' · أريستيد بانسي 57' (ركلة.) · ألان تراوري 80' (ركلة.) · جوناثان بيترويبا 90' |

| ناميبيا            | 1–0    | غامبيا |
| ------------------ | ------ | ------ |
| تانغيني شيباهو 83' | Report |        |

| غامبيا           | 1–1    | بوركينا فاسو      |
| ---------------- | ------ | ----------------- |
| مامادو دانسو 59' | Report | موموني داغانو 90' |

Notes
- The اتحاد ناميبيا لكرة القدم made a formal complaint that Burkina Faso fielded an ineligible player, Yaoundé-born Herve Xavier Zengue, in the games on 26 March and 4 June.[24] Burkina Faso coach باولو دوارتي says that the player is eligible as he has a Burkinabé wife.[25] CAF opened an investigation,[26] but later dismissed the protest saying it was filed long after the stipulated period for such appeals.[27]
- ناميبيا indicated that they would appeal the decision to CAF and, if necessary, to the محكمة التحكيم الرياضية on two different points. Firstly that an appeal had been filed with the match referee prior to their game with Burkina Faso but had not been forwarded to CAF and secondly that such an appeal was in any case not required due to article 36.12 of the competition regulations which stated that «non-qualified or a suspended player to take part in المجموعة matches shall lose the match by penalty (3–0), even in the absence of protests/reservations».[28]
- On 10 January 2012, their appeal was dismissed by the محكمة التحكيم الرياضية.[29]

### المجموعة 7
| Team         | Pld | W | D | L | GF | GA | GD | Pts |
| ------------ | --- | - | - | - | -- | -- | -- | --- |
| النيجر       | 6   | 3 | 0 | 3 | 6  | 8  | −2 | 9   |
| جنوب إفريقيا | 6   | 2 | 3 | 1 | 4  | 2  | +2 | 9   |
| سيراليون     | 6   | 2 | 3 | 1 | 5  | 5  | 0  | 9   |
| مصر          | 6   | 1 | 2 | 3 | 5  | 5  | 0  | 5   |

|              | مصر | النيجر | سيراليون | جنوب إفريقيا |
| ------------ | --- | ------ | -------- | ------------ |
| مصر          | –   | 3–0    | 1–1      | 0–0          |
| النيجر       | 1–0 | –      | 3–1      | 2–1          |
| سيراليون     | 2–1 | 1–0    | –        | 0–0          |
| جنوب إفريقيا | 1–0 | 2–0    | 0–0      | –            |

- Note: Niger, South Africa and Sierra Leone are ranked by their head-to-head records as shown below.

| Team         | Pld | W | D | L | GF | GA | GD | Pts |
| ------------ | --- | - | - | - | -- | -- | -- | --- |
| النيجر       | 4   | 2 | 0 | 2 | 5  | 5  | 0  | 6   |
| جنوب إفريقيا | 4   | 1 | 2 | 1 | 3  | 2  | +1 | 5   |
| سيراليون     | 4   | 1 | 2 | 1 | 2  | 3  | −1 | 5   |

| جنوب إفريقيا                           | 2–0    | النيجر |
| -------------------------------------- | ------ | ------ |
| كاتليغو مفيلا 12' · برنارد باركر 45+3' | Report |        |

| مصر                | 1–1    | سيراليون          |
| ------------------ | ------ | ----------------- |
| محمود فتح الله 61' | Report | مصطفى بانغورا 57' |

| النيجر        | 1–0    | مصر |
| ------------- | ------ | --- |
| موسى مازو 34' | Report |     |

| سيراليون | 0–0    | جنوب إفريقيا |
| -------- | ------ | ------------ |
|          | Report |              |

| جنوب إفريقيا        | 1–0    | مصر |
| ------------------- | ------ | --- |
| كاتليغو مفيلا 90+3' | Report |     |

| النيجر                                                      | 3–1    | سيراليون         |
| ----------------------------------------------------------- | ------ | ---------------- |
| الحسن إسوفو 64' · عيسى موديبو سيديبي 79' · داودا كاميلو 89' | Report | محمد بانجورا 23' |

| سيراليون         | 1–0    | النيجر |
| ---------------- | ------ | ------ |
| تيتي بانغورا 50' | Report |        |

| مصر | 0–0    | جنوب إفريقيا |
| --- | ------ | ------------ |
|     | Report |              |

| سيراليون                                         | 2–1    | مصر              |
| ------------------------------------------------ | ------ | ---------------- |
| محمد النني 14' (ه.ذ.) · محمد بانجورا 89' (ركلة.) | Report | مروان محسن 45+1' |

| النيجر                    | 2–1    | جنوب إفريقيا    |
| ------------------------- | ------ | --------------- |
| Koffi 10' · موسى مازو 47' | Report | أنديلي جالي 70' |

| مصر                                 | 3–0    | النيجر |
| ----------------------------------- | ------ | ------ |
| مروان محسن 48'، 71' · محمد صلاح 66' | Report |        |

| جنوب إفريقيا | 0–0    | سيراليون |
| ------------ | ------ | -------- |
|              | Report |          |

Notes
- The اتحاد جنوب أفريقيا لكرة القدم lodged a complaint against their elimination, claiming that goal difference should be used to decide on the المجموعة winner, as it is "the traditional way of determining a log standing".[32] The South African team had believed they had qualified when the final whistle was blown following their 0–0 draw with Sierra Leone.[33] The SAFA later withdrew its appeal.[34]

### المجموعة 8
| المنتخب    | المباريات | الفوز | التعادل | الخسارة | له | عليه | الفارق | النقاط |
| ---------- | --------- | ----- | ------- | ------- | -- | ---- | ------ | ------ |
| ساحل العاج | 6         | 6     | 0       | 0       | 19 | 4    | +15    | 18     |
| رواندا     | 6         | 2     | 0       | 4       | 5  | 15   | −10    | 6      |
| بوروندي    | 6         | 1     | 2       | 3       | 7  | 9    | −2     | 5      |
| بنين       | 6         | 1     | 2       | 3       | 8  | 11   | −3     | 5      |

|            | بنين | بوروندي | ساحل العاج | رواندا |
| ---------- | ---- | ------- | ---------- | ------ |
| بنين       | –    | 1–1     | 2–6        | 0–1    |
| بوروندي    | 1–1  | –       | 0–1        | 3–1    |
| ساحل العاج | 2–1  | 2–1     | –          | 3–0    |
| رواندا     | 0–3  | 3–1     | 0–5        | –      |

- Note: The ranking of Burundi and Benin by their head-to-head records is shown below. As they could not be separated on these criteria, ranking was based on overall goal difference.

| Team    | Pld | W | D | L | GF | GA | GD | AG | Pts |
| ------- | --- | - | - | - | -- | -- | -- | -- | --- |
| بوروندي | 2   | 0 | 2 | 0 | 2  | 2  | 0  | 1  | 2   |
| بنين    | 2   | 0 | 2 | 0 | 2  | 2  | 0  | 1  | 2   |

| ساحل العاج                                             | 3–0    | رواندا |
| ------------------------------------------------------ | ------ | ------ |
| يحيى توريه 11' · سالومون كالو 19' · إيمانويل إيبوي 40' | Report |        |

| بنين            | 1–1    | بوروندي             |
| --------------- | ------ | ------------------- |
| ميكائيل بوتي 6' | Report | ديديي كافومباغو 86' |

| بوروندي | 0–1    | ساحل العاج                 |
| ------- | ------ | -------------------------- |
|         | Report | روماريك (لاعب كرة قدم) 33' |

| رواندا | 0–3    | بنين                                                          |
| ------ | ------ | ------------------------------------------------------------- |
|        | Report | سيداث تشوموغو 50' · رزاق أوموتويوسي 60' · ستيفان سيسينيون 70' |

| رواندا                                                | 3–1    | بوروندي  |
| ----------------------------------------------------- | ------ | -------- |
| Iranzi 34' · الياس سيموكوندا 45' (ركلة.) · Gasana 88' | Report | Papy 36' |

| ساحل العاج             | 2–1    | بنين              |
| ---------------------- | ------ | ----------------- |
| ديدييه دروغبا 45'، 76' | Report | سيداث تشوموغو 14' |

| بوروندي                                                             | 3–1    | رواندا            |
| ------------------------------------------------------------------- | ------ | ----------------- |
| سليمان نديكومانا 29' · سعيدي نتيبازونكيزا 53' · ديديي كافومباغو 84' | Report | لاباما بوكوتا 48' |

| بنين                             | 2–6    | ساحل العاج                                                                         |
| -------------------------------- | ------ | ---------------------------------------------------------------------------------- |
| ستيفان سيسينيون 56'، 61' (ركلة.) | Report | ديدييه يا كونان 13' · ديدييه دروغبا 22'، 75' · جرفينيو 31'، 81' · ويلفريد بوني 90' |

| رواندا | 0–5    | ساحل العاج                                                                   |
| ------ | ------ | ---------------------------------------------------------------------------- |
|        | Report | سالومون كالو 29' · ويلفريد بوني 36'، 45' · ديدييه يا كونان 76' · جرفينيو 81' |

| بوروندي  | 1–1    | بنين        |
| -------- | ------ | ----------- |
| Papy 90' | Report | Akpagba 55' |

| بنين | 0–1    | رواندا    |
| ---- | ------ | --------- |
|      | Report | Kagere 6' |

| ساحل العاج                      | 2–1    | بوروندي         |
| ------------------------------- | ------ | --------------- |
| كولو توريه 77' · يحيى توريه 90' | Report | Ndabashinze 85' |

Notes
- Note 3: Originally to be played at أبيدجان، ساحل العاج but moved to neutral venue due to the الأزمة العاجية 2010-2011.[15]

### المجموعة 9
| المنتخب  | المباريات | الفوز | التعادل | الخسارة | له | عليه | الفارق | النقاط |
| -------- | --------- | ----- | ------- | ------- | -- | ---- | ------ | ------ |
| غانا     | 6         | 5     | 1       | 0       | 13 | 1    | +12    | 16     |
| السودان  | 6         | 4     | 1       | 1       | 8  | 3    | +5     | 13     |
| الكونغو  | 6         | 2     | 0       | 4       | 5  | 10   | −5     | 6      |
| إسواتيني | 6         | 0     | 0       | 6       | 2  | 14   | −12    | 0      |

|          | جمهورية الكونغو | غانا | السودان | إسواتيني |
| -------- | --------------- | ---- | ------- | -------- |
| الكونغو  | –               | 0–3  | 0–1     | 3–1      |
| غانا     | 3–1             | –    | 0–0     | 2–0      |
| السودان  | 2–0             | 0–2  | –       | 3–0      |
| إسواتيني | 0–1             | 0–3  | 1–2     | –        |

| السودان                                                 | 2–0    | الكونغو |
| ------------------------------------------------------- | ------ | ------- |
| مدثر الطاهر 9' · مهند الطاهر (لاعب كرة قدم) 90' (ركلة.) | Report |         |

| إسواتيني | 0–3    | غانا                                             |
| -------- | ------ | ------------------------------------------------ |
|          | Report | أندريه آيو 13' · برينس تاغو 70' · هانس ساربي 81' |

| الكونغو                                   | 3–1    | إسواتيني         |
| ----------------------------------------- | ------ | ---------------- |
| باريل موكو 20' (ركلة.) · Sembolo 34'، 73' | Report | دارين كريستي 36' |

| غانا | 0–0    | السودان |
| ---- | ------ | ------- |
|      | Report |         |

| الكونغو | 0–3    | غانا                                                  |
| ------- | ------ | ----------------------------------------------------- |
|         | Report | برينس تاغو 5' · دومينيك أديياه 26' · سولي مونتاري 68' |

| السودان                                                 | 3–0    | إسواتيني |
| ------------------------------------------------------- | ------ | -------- |
| محمد أحمد بشير 2'، 63' · مهند الطاهر (لاعب كرة قدم) 90' | Report |          |

| غانا                                                          | 3–1    | الكونغو            |
| ------------------------------------------------------------- | ------ | ------------------ |
| إسحاق فورساه 62' · برينس تاغو 66' · إيمانويل أغيمانغ بادو 78' | Report | فابريس أونداما 75' |

| إسواتيني   | 1–2    | السودان                                 |
| ---------- | ------ | --------------------------------------- |
| Kunene 69' | Report | بدر الدين قلق 70' · علاء الدين يوسف 84' |

| غانا                                        | 2–0    | إسواتيني |
| ------------------------------------------- | ------ | -------- |
| أسامواه جيان 9' · إيمانويل أغيمانغ بادو 80' | Report |          |

| الكونغو | 0–1    | السودان          |
| ------- | ------ | ---------------- |
|         | Report | بكري المدينة 77' |

| إسواتيني | 0–1    | الكونغو   |
| -------- | ------ | --------- |
|          | Report | Nkolo 47' |

| السودان | 0–2    | غانا                              |
| ------- | ------ | --------------------------------- |
|         | Report | أسامواه جيان 10' · جون مينساه 22' |

### المجموعة 10
| المنتخب     | المباريات | الفوز | التعادل | الخسارة | له | عليه | الفارق | النقاط |
| ----------- | --------- | ----- | ------- | ------- | -- | ---- | ------ | ------ |
| أنغولا      | 6         | 4     | 0       | 2       | 7  | 5    | +2     | 12     |
| أوغندا      | 6         | 3     | 2       | 1       | 6  | 2    | +4     | 11     |
| كينيا       | 6         | 2     | 2       | 2       | 4  | 4    | 0      | 8      |
| غينيا بيساو | 6         | 1     | 0       | 5       | 2  | 8    | −6     | 3      |

|             | أنغولا | غينيا بيساو | كينيا | أوغندا |
| ----------- | ------ | ----------- | ----- | ------ |
| أنغولا      | –      | 1–0         | 1–0   | 2–0    |
| غينيا بيساو | 0–2    | –           | 1–0   | 0–1    |
| كينيا       | 2–1    | 2–1         | –     | 0–0    |
| أوغندا      | 3–0    | 2–0         | 0–0   | –      |

| أوغندا                                                      | 3–0    | أنغولا |
| ----------------------------------------------------------- | ------ | ------ |
| ديفيد أوبوا 35' · أندرو مويسيغوا 58' · غيوفري سسرونكوما 88' | Report |        |

| غينيا بيساو  | 1–0    | كينيا |
| ------------ | ------ | ----- |
| Dionísio 76' | Report |       |

| كينيا | 0–0    | أوغندا |
| ----- | ------ | ------ |
|       | Report |        |

| أنغولا                        | 1–0    | غينيا بيساو |
| ----------------------------- | ------ | ----------- |
| سيباستياو جيلبرتو 22' (ركلة.) | Report |             |

| كينيا                                 | 2–1    | أنغولا      |
| ------------------------------------- | ------ | ----------- |
| جمال محمد 57' · مكدونالد ماريغا 90+1' | Report | مانوتشو 19' |

| غينيا بيساو | 0–1    | أوغندا          |
| ----------- | ------ | --------------- |
|             | Report | ديفيد أوبوا 22' |

| أوغندا                                 | 2–0    | غينيا بيساو |
| -------------------------------------- | ------ | ----------- |
| جودفري والوسيمبي 43' · غيوفري ماسا 62' | Report |             |

| أنغولا      | 1–0    | كينيا |
| ----------- | ------ | ----- |
| مانوتشو 71' | Report |       |

| كينيا                         | 2–1    | غينيا بيساو            |
| ----------------------------- | ------ | ---------------------- |
| Baraza 58' · دينيس أوليتش 90' | Report | باسيلي دي كارفاليو 86' |

| أنغولا                         | 2–0    | أوغندا |
| ------------------------------ | ------ | ------ |
| مانوتشو 57' · فلافيو أمادو 70' | Report |        |

| أوغندا | 0–0    | كينيا |
| ------ | ------ | ----- |
|        | Report |       |

| غينيا بيساو | 0–2    | أنغولا                                   |
| ----------- | ------ | ---------------------------------------- |
|             | Report | مانوتشو 8' · ماتيوس غاليانو دا كوستا 70' |

### المجموعة 11
| المنتخب  | المباريات | الفوز | التعادل | الخسارة | له | عليه | الفارق | النقاط |
| -------- | --------- | ----- | ------- | ------- | -- | ---- | ------ | ------ |
| بوتسوانا | 8         | 5     | 2       | 1       | 7  | 3    | +4     | 17     |
| تونس     | 8         | 4     | 2       | 2       | 14 | 6    | +8     | 14     |
| مالاوي   | 8         | 2     | 6       | 0       | 13 | 8    | +5     | 12     |
| توغو     | 8         | 1     | 3       | 4       | 6  | 10   | −4     | 6      |
| تشاد     | 8         | 0     | 3       | 5       | 7  | 20   | −13    | 3      |

|          | بوتسوانا | تشاد | مالاوي | توغو | تونس |
| -------- | -------- | ---- | ------ | ---- | ---- |
| بوتسوانا | –        | 1–0  | 0–0    | 2–1  | 1–0  |
| تشاد     | 0–1      | –    | 2–2    | 2–2  | 1–3  |
| مالاوي   | 1–1      | 6–2  | –      | 1–0  | 0–0  |
| توغو     | 1–0      | 0–0  | 1–1    | –    | 1–2  |
| تونس     | 0–1      | 5–0  | 2–2    | 2–0  | –    |

| تشاد                          | 2–2    | توغو                     |
| ----------------------------- | ------ | ------------------------ |
| Djime 20' · ماريوس مبايام 28' | Report | Mani 25' · Aloenouvo 67' |

| تونس | 0–1    | بوتسوانا               |
| ---- | ------ | ---------------------- |
|      | Report | جيروم راماتلاكواني 31' |

| توغو          | 1–1    | مالاوي                 |
| ------------- | ------ | ---------------------- |
| Aloenouvo 85' | Report | هلينغز موكاسونغولا 17' |

| بوتسوانا          | 1–0    | تشاد |
| ----------------- | ------ | ---- |
| فينيو مونغالا 50' | Report |      |

| تشاد                | 1–3    | تونس                                       |
| ------------------- | ------ | ------------------------------------------ |
| إيزيكييل ندواسل 75' | Report | خالد القربي 9' · فهيد بن خلف الله 43'، 81' |

| مالاوي         | 1–1    | بوتسوانا               |
| -------------- | ------ | ---------------------- |
| ديفي باندا 74' | Report | جيروم راماتلاكواني 63' |

| بوتسوانا                                  | 2–1    | توغو            |
| ----------------------------------------- | ------ | --------------- |
| جويل موغوروسي 8' · جيروم راماتلاكواني 56' | Report | سيرج غاكبيه 49' |

| تونس               | 2–2    | مالاوي                                           |
| ------------------ | ------ | ------------------------------------------------ |
| عصام جمعة 11'، 27' | Report | تشيوكيبو مسووويا 45' · إساو كانييندا 82' (ركلة.) |

| مالاوي                                                                                     | 6–2    | تشاد                                    |
| ------------------------------------------------------------------------------------------ | ------ | --------------------------------------- |
| جيمي زاكازاكا 14' · إساو كانييندا 21'، 56' · تشيوكيبو مسووويا 68'، 72' · روبيرت نغامبي 80' | Report | ماريوس مبايام 27' · إيزيكييل ندواسل 76' |

| توغو     | 1–2    | تونس                              |
| -------- | ------ | --------------------------------- |
| Mani 40' | Report | عصام جمعة 38' · أمين الشرميطي 83' |

| بوتسوانا               | 1–0    | تونس |
| ---------------------- | ------ | ---- |
| جيروم راماتلاكواني 45' | Report |      |

| توغو | 0–0    | تشاد |
| ---- | ------ | ---- |
|      | Report |      |

| مالاوي            | 1–0    | توغو |
| ----------------- | ------ | ---- |
| موسيس تشافولا 18' | Report |      |

| تشاد | 0–1    | بوتسوانا               |
| ---- | ------ | ---------------------- |
|      | Report | جيروم راماتلاكواني 50' |

| بوتسوانا | 0–0    | مالاوي |
| -------- | ------ | ------ |
|          | Report |        |

| تونس                                                             | 5–0    | تشاد |
| ---------------------------------------------------------------- | ------ | ---- |
| عصام جمعة 22'، 44'، 53' · أيمن عبد النور 35' · أسامة الدراجي 47' | Report |      |

| مالاوي | 0–0    | تونس |
| ------ | ------ | ---- |
|        | Report |      |

| توغو         | 1–0    | بوتسوانا |
| ------------ | ------ | -------- |
| Arimiyao 24' | Report |          |

| تشاد                         | 2–2    | مالاوي                                |
| ---------------------------- | ------ | ------------------------------------- |
| Labbo 64' · Barthelemy 90+4' | Report | روبيرت نغامبي 35' · هاري نييريندا 81' |

| تونس                              | 2–0    | توغو |
| --------------------------------- | ------ | ---- |
| وليد الهيشري 19' · صابر خليفة 79' | Report |      |

### Ranking of المجموعة runners-up
The two best runners-up from Groups A–J qualify for the 2012 ACN. After the withdrawal of Mauritania from المجموعة F, the following rule applies:
The two best runners-up are determined by the following parameters in this order:
1. Highest number of points
2. Goal difference
3. Highest number of goals scored
4. Match replay in case of parity

| Grp                             | Team                   | Pld | W | D | L | GF | GA | GD | Pts |
| ------------------------------- | ---------------------- | --- | - | - | - | -- | -- | -- | --- |
| تصفيات كأس الأمم الأفريقية 2012 | ليبيا                  | 4   | 2 | 2 | 0 | 2  | 0  | +2 | 8   |
| تصفيات كأس الأمم الأفريقية 2012 | السودان                | 4   | 2 | 1 | 1 | 3  | 2  | +1 | 7   |
| تصفيات كأس الأمم الأفريقية 2012 | الرأس الأخضر           | 4   | 2 | 1 | 1 | 3  | 4  | −1 | 7   |
| تصفيات كأس الأمم الأفريقية 2012 | نيجيريا                | 4   | 1 | 2 | 1 | 8  | 5  | +3 | 5   |
| تصفيات كأس الأمم الأفريقية 2012 | جنوب إفريقيا           | 4   | 1 | 2 | 1 | 3  | 2  | +1 | 5   |
| تصفيات كأس الأمم الأفريقية 2012 | أوغندا                 | 4   | 1 | 2 | 1 | 3  | 2  | +1 | 5   |
| تصفيات كأس الأمم الأفريقية 2012 | الكاميرون              | 4   | 1 | 2 | 1 | 4  | 4  | 0  | 5   |
| تصفيات كأس الأمم الأفريقية 2012 | جمهورية إفريقيا الوسطى | 4   | 1 | 2 | 1 | 2  | 2  | 0  | 5   |
| تصفيات كأس الأمم الأفريقية 2012 | غامبيا                 | 4   | 1 | 1 | 2 | 5  | 6  | −1 | 4   |
| تصفيات كأس الأمم الأفريقية 2012 | رواندا                 | 4   | 1 | 0 | 3 | 4  | 12 | −8 | 3   |

## مسجلي الأهداف
تم تسجيل 327 هدف في 130 مباراة بمعدل 2.52 هدف في المباراة الواحدة.
6 أهداف
| - عصام جمعة |

5 أهداف
| - جيروم راماتلاكواني | - مامادو نيانغ |  |

4 أهداف
| - مانوتشو - ألان تراوري - صامويل إيتو | - ديديه دروغبا - شيخ دياباتي - بابيس سيسي | - موسى سو - ناوليدج موسونا |

3 أهداف
| - ستيفان سيسينيون - مولوتا كابانغو - إيفس ديبا إيلونغا - ويلفريد بوني | - غيرفينهو - مروان محسن - برينس تاغو - إساو كانييندا | - تشيوكيبو مسووويا - إيكيتشوكوو أوتشي - كريستوفر كاتونغو - إيمانويل مايوكا |

2 أهداف
| - وليه - كالابان - بانغورا - بالدي | - غيرما - ليميسا - يوبو - أوبينا | - راموس - دياباتي - مروان الشماخ |

1 اهداف
- أسامة السعيدي
- مهدي بن عطية
- يوسف حجي
- مبارك بوصوفة

## وصلات خارجية
- كأس الأمم الأفريقية لكرة القدم على موقع الاتحاد الأفريقي لكرة القدم